# Рудолф III фон Хахберг-Заузенберг
Рудолф III фон Хахберг-Заузенберг (на немски: Rudolf III von Hachberg-Sausenberg; * 1343; † 1428) е маркграф на Хахберг-Заузенберг от 1352 до 1428 г. Рудолф III e смятан за най-значимия маркграф на Хахберг-Заузенберг.

## Биография
Той е единственият син на маркграф Рудолф II († 1352) и Катарина фон Тирщайн († 1385).
След смъртта на баща му през 1352 г. той е под опекунството на чичо му Ото I. От 1364 г. Рудолф III и чичо му Ото управляват заедно до смъртта на чичо му през 1384 г.
Маркграфовете на Хахберг-Заузенберг, Рудолф III и Ото I подаряват през 1366 г. олтар Светия Кръст на църквата в Зитзенкирх.
Рудолф III разширява територията си. Той строи през 1360, 1387 и 1392 г. на своята резиденция замък Бург Рьотелн. През 1401 г. построява евангелийската църква в село Рьотелн и през 1418 г. я прави главна църква в своето господство. Той и втората му съпруга Анна фон Фрайбург са погребани в тази църква.

## Фамилия
Първи брак: през 1373 г. с Аделхайд фон Лихтенберг (* 1353; † пр. 28 април 1378), дъщеря на Симон фон Лихтенберг († 1380) и Аделхайд фон Хелфенщайн († сл. 1383). Бракът е бездетен.
Втори брак: на 13 февруари 1387 г. за 13-годишната Анна фон Фрайбург-Нойенбург (1374 – 1427), дъщеря на Егино VII фон Фрайбург († 1385) и Верена фон Нойенбург-Ландерон († 1374/76). Нейната зестра е 12 000 гулдена.. С нея той има 13 деца (седем сина и шест дъщери), един син и две дъщери умират от чума през 1420 г. Синът му Ото (1388 – 1451) става епископ на Констанц (1411 – 1434) и през 1415 г. на Констанцкия събор участва в изгарянето на чешкия реформатор Ян Хус. От другите му синове остава само най-малкият, Вилхелм (1406 – 1482), който го последва през 1428 г.
От 13-те деца през 1407 г. са живи:
- Ото (* 1388; † 1451), епископ на Констанц
- Верена (* 13 декември 1391), ∞ ок. 1413 г. Хайнрих V фон Фюрстенберг
- Рудолф Нлади (* 27 март 1393; † 28 април 1419)
- Агнес, монахиня в манастир Св. Клара в Базел
- Катарина († 1419), монахиня в манастир Св. Клара в Базел
- Анна († 1419), монахиня в манастир Св. Клара в Базел
- Маргарета († 1419), монахиня в манастир Св. Клара в Базел
- Вилхелм (* 1406; † 1482), маркграф на Хахберг-Заузенберг